# Codi ATC N05
El  codi ATC N05, descrit com Psicolèptics, és una subgrup terapèutic de l'Anatomical, Therapeutic, Chemical Classification System (ATC). La classificació ATC és un sistema de codis alfanumèric desenvolupat per l'Organització Mundial de la Salut (OMS) per als fàrmacs i altres productes sanitaris. El subgrup N05 és part del grup anatòmic N Sistema nerviós.

Els codis per a ús veterinari (codis ATCvet) poden han estat creats afegint la lletra Q davant dels codis ATC humans: QN05... 
Les adaptacions estatals de la classificació ATC poden incloure codis addicionals no presents en aquesta llista, que segueix la versió de l'OMS.

## N05AAntipsicòtics
N05A A Fenotiazines amb cadena lateral alifàtica
N05A B Fenotiazines amb estructura piperazina
N05A C Fenotiazines amb estructura de piperidina
N05A D Derivats de la butirofenona
N05A E Derivats de l'indole
N05A F Derivats del tioxantè
N05A G Derivats de la difenilbutilpiperidina
N05A H Diazepines, oxazepines, tiazepines i oxepines
N05A K Neurolèptics, en la discinèsia tardana
N05A L Benzamides
N05A N Liti
N05A X Altres antipsicòtics

## N05BAnsiolítics
N05B A Derivats de les benzodiazepines
N05B B Derivats del difenilmetà
N05B C Carbamats
N05B D Derivats del dibenzo-biciclo-octadien
N05B E Derivats del azaspirodecanediona
N05B X Altres ansiolítics

## N05CHipnòticsisedants
N05C A Barbitúrics, sols
N05C B Barbitúrics, combinacions
N05C C Aldehids i derivats
N05C D Derivats de benzodiazepines
N05C E Derivats de piperidinediona
N05C F Fàrmacs relacionats amb les benzodiazepines
N05C H Agonistes dels receptors de melatonina
N05C M Altres hipnòtics i sedants
N05C X Hipnòtics i sedants en combinació, excloent barbitúrics